# Щитолистни какички
Щитолистни какички (Nymphoides peltata) е тревисто многогодишно растение от семейство Воднодетелинови.

## Разпространение
Видът се среща в Европа (без крайния север) и Азия. Интродуциран е в Северна Америка и Нова Зеландия. В България се среща по поречието на река Дунав и съседните на реката водни обекти, Тракийската низина (рибарниците в Пловдив); до 100 m н.в. Част от находищата са унищожени.
В България се среща в някои защитени територии.

## Местообитание
Среща се във водоеми със застояли води като езера, блата, рибарници, отводнителни канали. Предпочита по-плитки и пресъхващи водни басейни, като може да расте и върху влажната почва в покрайнините им. На места популациите му са многочислени и образуват съобщества. Те са лабилни и зависят от нивото на водата през различни години.

## Описание
Многогодишно тревисто водно растение с начленено, дълго до 1,5 m, пълзящо коренище. Коренището е закрепено на дъното. Стъблата са тънки, разклонени, достигащи повърхността на водата. Листата са разположени във възли или на върха на стъблото, плаващи, бъбрековидни до сърцевидно-яйцевидни, целокрайни, месести, широки 2–7 cm и почти толкова дълги. Листата са зелени кожести, лъскави и бъбрековидни – много подобни на тези на водната лилия. Напълно зимоустойчиво, ако корените са в незамръзващия слой на водоема.
Цъфтежът е летен – започва през юли и продължава до средата на есента. Цветовете са жълти, до 4 см в диаметър, венчелистчетата са с ресничеста периферия, яркожълти, дълги 15–20 mm, гъсто късоресничести по ръба. Плодът е яйцевидна кутийка. Видът се опрашва от насекоми. Размножава се със семена и вегетативно.